# Arturo Pérez-Reverte Gutiérrez
Arturo Pérez-Reverte Gutiérrez (Cartagena, 25 de novembre de 1951) és un periodista i escriptor espanyol en llengua espanyola. És també membre de la Reial Acadèmia Espanyola des de 2003.

## Biografia
És llicenciat en periodisme i exercí de reporter de guerra durant 21 anys (1973-1994), primer al Diario Pueblo i després a Televisió Espanyola. Com a corresponsal de guerra, va cobrir conflictes armats a Xipre, el Líban, Eritrea, el Sàhara, les Malvines, El Salvador, Nicaragua, el Txad, Líbia, el Sudan, Moçambic, Angola, el Golf Pèrsic, Croàcia i Bòsnia, entre d'altres. Des de 1991 és columnista d'El Semanal, el suplement dominical del diari ABC i d'altres capçaleres del Grup Vocento.
Mentre cobria la guerra d'Eritrea de 1977 va desaparèixer durant uns mesos i va sobreviure gràcies a l'ajut de la guerrilla. Aquests fets el van inspirar per escriure la novel·la Territorio comanche. També ha col·laborat amb Jot Down.
Va iniciar la seva carrera com a escriptor el 1986, amb la publicació d'El mestre d'esgrima. Aquesta i d'altres novel·les seves, com La taula de Flandes, El club Dumas i El capità Alatriste han estat versionades al cinema amb èxit. Com a guionista, va rebre el Goya al millor guió adaptat per a El maestro de esgrima.

## Obres literàries

### Narrativa
- El húsar (1986, Akal)
- El mestre d'esgrima (1988, Mondadori)
- La taula de Flandes (1990, Alfaguara)
- El club Dumas o L'ombra de Richelieu (1993, Alfaguara)
- La sombra del águila (1993, Alfaguara)
- Territorio comanche (1994, Ollero y Ramos)
- Un asunto de honor (Cachito) (1995, Alfaguara)
- La pell del tambor (1995, Alfaguara)
- La carta esférica (2000, Alfaguara)
- La Reina del Sud (2002, Alfaguara)
- Cabo Trafalgar (2004, Alfaguara)
- El pintor de batallas (2006, Alfaguara)
- Un día de cólera (2007, Alfaguara)
- Ojos azules (2009, Seix Barral)
- El asedio (2010, Alfaguara)[3]
- El francotirador paciente (2013, Alfaguara)
- Hombres buenos (2015, Alfaguara)
- Los perros duros no bailan (2018, Alfaguara)
- Sidi (2019, Alfaguara)
- Línea de fuego (2020, Alfaguara)
- El Italiano (2021, Alfaguara)

Sèrie Les aventures del capità Alatriste 
1. El capità Alatriste (1996, Alfaguara)
2. Limpieza de sangre (1997, Alfaguara)
3. El sol de Breda (1998, Alfaguara)
4. El oro del rey (2000, Alfaguara)
5. El caballero del jubón amarillo (2003, Alfaguara)
6. Corsarios de Levante (2006, Alfaguara)
7. El puente de los asesinos (2010, Alfaguara)

Sèrie Falcó
- Falcó (2016, Alfaguara)
- Eva (2017, Alfaguara)
- Sabotaje (2018, Alfaguara)

### Recopilatoris d'articles de premsa
- Patente de corso (1998, Alfaguara) (articles de 1993 a 1998)
- Con ánimo de ofender (2001, Alfaguara) (1998-2001)
- No me cogeréis vivo (2005, Alfaguara) (2001-2005)
- Cuando éramos honrados mercenarios (2009, Alfaguara) (2005-2009)
- Los barcos se pierden en tierra: textos y artículos sobre barcos, mares y marinos (2011, Alfaguara) (1994-2011)